# 海遊館 (企業)
株式会社海遊館（かいゆうかん）は、大阪府大阪市に本社を置く企業である。同市が筆頭株主の第三セクターであったが、2015年8月より近鉄グループの企業となった。
天保山ハーバービレッジの主要施設の運営を行っている。2011年、「大阪ウォーターフロント開発株式会社」から社名を変更した。

## 運営施設
- 海遊館
- 天保山マーケットプレース
- 天保山大観覧車
- NIFREL

## 完全民営化
大阪市は市政改革の一環として、外郭団体の売却・民営化や統廃合を進めており、同社の売却も検討。経営が堅調なため、既存株主以外からも資本参加の申し入れがあった。
2007年3月、株主の1つである近畿日本鉄道（近鉄）が、今後大阪市や他の株主から過半数の株式を取得して子会社化する模様であると伝えられた。また、大阪市も少なくとも3%の株を継続保有する考えであると伝えられた。しかし、黒字経営の三セク売却に難色を示す大阪市会の反対があり、2008年8月8日に結果的に売却は白紙となった。ただし、今後の設備投資を考えて、民間の出資比率を上げることについては今後も検討するとしている。
その後、2015年になって改めて近鉄グループホールディングスに同年夏にも株式を売却する方針を固め、2015年7月31日に全株式を同社に24億8,000万円で譲渡した。この時点で近鉄グループホールディングスの出資比率が33%となり同社の持分法適用会社となったが、更に株式の取得を進め2018年現在70.5%を保有している。